# رابعه اسکویی
رابعه اسکویی (زادهٔ ۱۸ خرداد ۱۳۴۵) بازیگر اهل ایران است. 

## بازیگری
وی دوره بازیگری را زیر نظر حمید سمندریان گذرانده‌است. او مدتی در شبکه جم تی‌وی فعالیت داشته‌است. 

### مهاجرت و حضور در جم تی‌وی
در ۱۳ دی ۱۳۹۴ و به دنبال آن که چکامه چمن‌ماه، صدف طاهریان و مانی کسراییان به شبکه ماهواره‌ای جم تی وی پیوستند، خبر مهاجرت رابعه اسکویی از ایران برای پیوستن به این شبکه ماهواره‌ای برای بازی در یک فیلم ویدئویی منتشر گردید. اسکویی نوروز ۱۳۹۵ در گفتگویی با ویژه‌برنامه نوروزی جم تی‌وی از انگیزه‌هایش برای مهاجرت سخن گفت.

### بازگشت به ایران
رابعه اسکویی بعد از دو سال حضور در خارج از کشور و فعالیت در شبکه جم تی‌وی ابراز پشیمانی کرد و در ۴ بهمن ۱۳۹۶ به ایران بازگشت و از بازگشتش احساس خوشحالی کرد. وی مورد استقبال گسترده بازیگران قرار گرفت و در اولین مصاحبه‌اش هدف اصلی مهاجرت به خارج از کشور را توجه نکردن بعضی‌ها به هنرمندان در داخل کشور و تصمیم‌گیری شخصی خودش و همچنین هدف از  بازگشت به ایران را بیماری و علاقه به وطن عنوان کرد.

## فیلم‌شناسی

### سینما
| سال تولید | نام فیلم            | کارگردان              |
| --------- | ------------------- | --------------------- |
| ۱۳۹۵      | دزد و پری           | حسین قناعت            |
| ۱۳۹۴      | نیمه شب اتفاق افتاد | تینا پاکروان          |
| ۱۳۹۴      | بندرعباس            | شاهین باباپور         |
| ۱۳۹۳      | سه بیگانه           | مهدی مظلومی           |
| ۱۳۹۳      | یحیی سکوت نکرد      | کاوه ابراهیم پور      |
| ۱۳۹۱      | بابای دوست داشتنی   | شاهین باباپور         |
| ۱۳۹۱      | شاه دزد             | محسن میرحسینی         |
| ۱۳۹۰      | شیر تو شیر          | ابراهیم فروزش         |
| ۱۳۹۰      | ننه نقلی            | پرویز صبری            |
| ۱۳۸۹      | به من نگو دزد       | عباس مرادیان          |
| ۱۳۸۹      | ارث شیرین           | شهاب عباسی            |
| ۱۳۸۹      | زن‌ها چی میخوان      | محمدحجت ذیجودی        |
| ۱۳۸۹      | دزدان خیابان جردن   | وحید اسلامی           |
| ۱۳۸۸      | آینه‌های روبرو       | نگار آذربایجانی       |
| ۱۳۸۸      | طلاق به سبک ایرانی  | فرید کلهر             |
| ۱۳۸۸      | دلقک‌ها              | عباس مرادیان          |
| ۱۳۸۷      | شیرین               | عباس کیارستمی         |
| ۱۳۸۷      | پوپک و مش ماشاالله  | فرزاد موتمن           |
| ۱۳۸۷      | چشمک                | جهانگیر جهانگیری      |
| ۱۳۸۷      | میزاک               | حسینعلی لیالستانی     |
| ۱۳۸۵      | زن بدلی             | مهرداد میرفلاح        |
| ۱۳۸۴      | سوغات فرنگ          | کامران قدکچیان        |
| ۱۳۸۴      | چپ دست              | آرش معیریان           |
| ۱۳۸۴      | سرتو بدزد رفیق      | علی عبدالعلی زاده     |
| ۱۳۸۳      | شاخه گلی برای عروس  | قدرت الله صلح میرزایی |
| ۱۳۸۳      | عروس فراری          | بهرام کاظمی           |
| ۱۳۸۳      | ماجراهای اینترنتی   | حسین قناعت            |
| ۱۳۸۰      | تارزن و تارزان      | علی عبدلعلی زاده      |
| ۱۳۷۹      | یکی بود یکی نبود    | ایرج طهماسب           |
| ۱۳۷۸      | سگ کشی              | بهرام بیضایی          |

## تلویزیون
| سال  | مجموعه تلویزیونی     | کارگردان                        | توضیحات                   |
| ۱۳۷۵ | صد سال به این سال‌ها  | بیژن صمصامی                     |                           |
| ۱۳۷۵ | ببخشید               | رضا کرم‌رضایی                    |                           |
| ۱۳۷۶ | دردسر بزرگ           | علی عبدالعلی‌زاده                | شبکه ۲ نوروز ۷۷           |
| ۱۳۷۷ | مهربانی              | محمد حسن‌زاده                    |                           |
| ۱۳۷۸ | پلاک ۱۴              | مهران مدیری                     | شبکه ۳ ۰ قسمت             |
| ۱۳۷۸ | دانی و من (سری دوم)  | علی عبدالعلی‌زاده                | شبکه ۵                    |
| ۱۳۷۹ | آبدارشاه             | رحیم رحیمی‌پور                   | شبکه ۲                    |
| ۱۳۷۹ | میهمانی از بهشت      | عبدالله باکیده                  | شبکه ۲ رمضان ۷۹           |
| ۱۳۷۹ | به همین سادگی        | حامد عنقا                       | شبکه ۲                    |
| ۱۳۷۹ | آتش و شبنم           | محمدابراهیم سلطانی‌فر            | شبکه ۱                    |
| ۱۳۸۰ | مسافری از اعماق      | حسین قناعت                      | شبکه ۲ گروه کودک و نوجوان |
| ۱۳۸۱ | مهر خاموش            | سیروس مقدم                      | شبکه ۱                    |
| ۱۳۸۱ | فرمان                | مسعود رشیدی                     | شبکه ۲                    |
| ۱۳۸۲ | باغ                  | رضا صفدری                       | شبکه ۳                    |
| ۱۳۸۲ | این سه نفر           | اصغر توسلی                      | شبکه ۳                    |
| ۱۳۸۲ | هنگامه               | مجید جوانمرد                    | شبکه ۱                    |
| ۱۳۸۳ | فرار بزرگ            | محمدحسین لطیفی                  | شبکه ۳ دهه فجر ۸۳         |
| ۱۳۸۳ | خاله جون کوکب و غنچه | بهروز بقایی                     | شبکه ۱ نوروز ۸۴           |
| ۱۳۸۴ | ارث بابام            | جواد رضویان                     | شبکه ۳                    |
| ۱۳۸۴ | من و پوتی (سری دوم)  | بهرنگ توفیقی                    | شبکه ۲                    |
| ۱۳۸۶ | به همین سادگی        | افشین اربابی                    | شبکه ۵                    |
| ۱۳۸۷ | بیست (سری دوم)       | محمد حسن‌زاده                    | شبکه ۲                    |
| ۱۳۸۸ | ستایش ۱              | سعید سلطانی                     | شبکه ۳                    |
| ۱۳۸۹ | شیب تند              | محمد حسن‌زاده                    | شبکه ۲                    |
| ۱۳۹۱ | بیدارباش             | احمد کاوری                      | شبکه ۱                    |
| ۱۳۹۲ | بوی باران            | حسین تبریزی                     | شبکه ۲ شب‌های قدر ۹۲       |
| ۱۳۹۸ | گاندو                | جواد افشار                      | شبکه ۳                    |
| ١٣٩٩ | صفر بیست و یک        | سیدجواد رضویان، سیامک انصاری    | شبکه ٣                    |
| ۱۴۰۰ | نوروز رنگی           | علیرضا مسعودی                   | شبکه ۵ نوروز ۱۴۰۰         |
| ١۴٠١ | مستوران              | مسعود آب پرور، سیدجمال سیدحاتمی | شبکه ۱                    |
| ۱۴۰۲ | مستوران ۲            | سید علی هاشمی                   | شبکه ۱                    |
| ۱۴۰۳ | چرخ گردون ۲          | جواد مزد آبادی                  | شبکه ۲                    |

## شبکه نمایش خانگی
- شوخی کردم (۱۳۹۲)
- ویلای من (۱۳۹۱)
- سریال موچین (۱۳۹٩)
- دیو و ماه‌پیشونی (۱۴۰۱)
- برنامه عیدی اچ دی (۱۴۰۳)
- عالیجناب (رئالیتی شو) (۱۴۰۳)

## تئاتر
آلفرد، به کارگردانی هادی عامل، تماشاخانه ایرانشهر (۱۳۹۸)

## جوایز
- کاندید سیمرغ بلورین «بهترین بازیگر نقش مکمل زن» در دوره نوزدهم جشنواره فیلم فجر برای فیلم «سگ کشی» (۱۳۷۹)